# Plextor

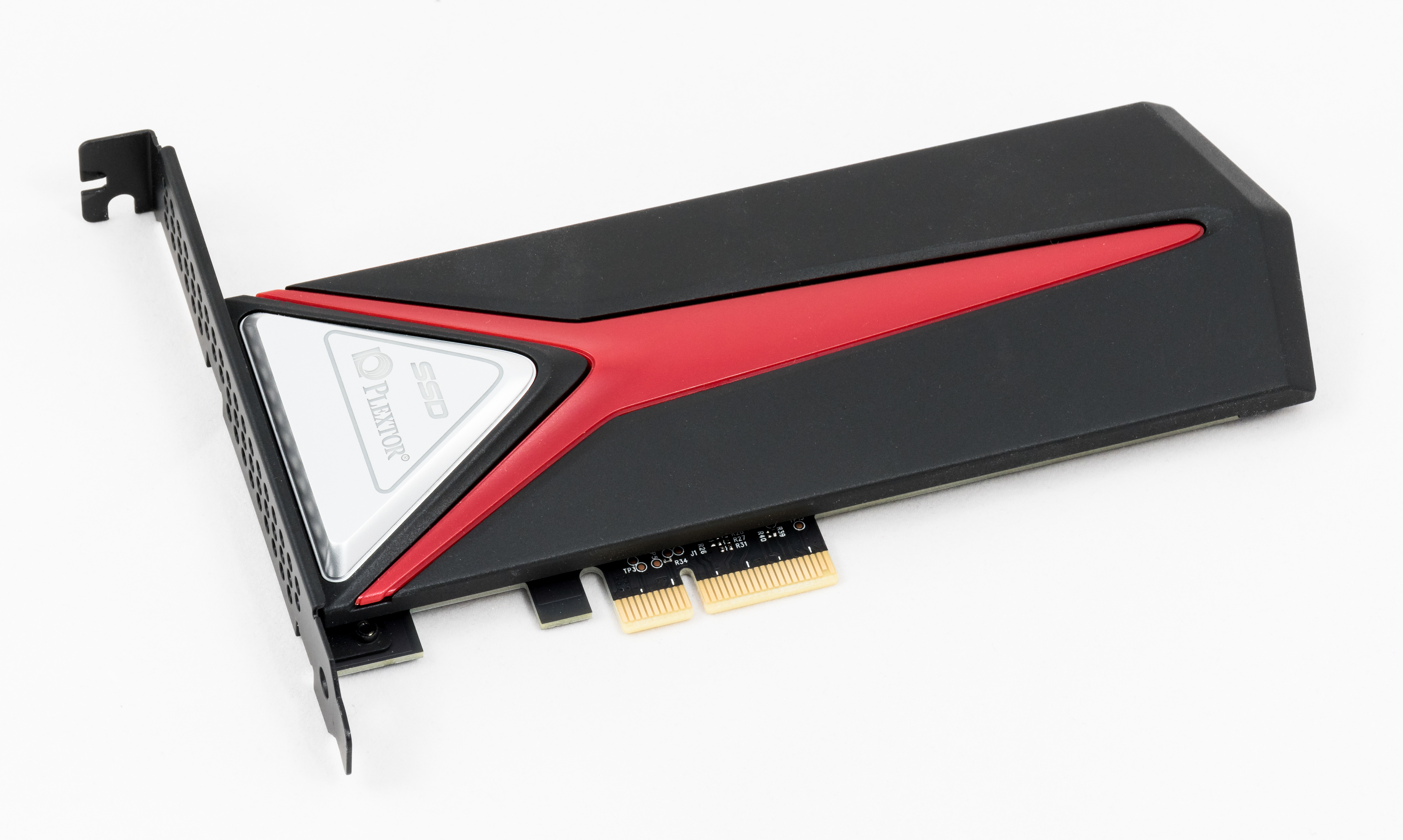
Dysk SSD Plextor M8Pe(Y) 256GB

Plextor – tajwańskie (do 2010 japońskie) przedsiębiorstwo założone w 1985 roku. Firma znana jest głównie z produkcji dysków SSD: SATA (2.5″, mSata, M.2), PCIe (HHHL, M.2) oraz przenośnych.